# Michael Clayton
Michael Clayton (bra: Conduta de Risco; prt: Michael Clayton - Uma Questão de Consciência) é um filme estadunidense de 2007, dos gêneros drama e suspense, escrito e dirigido por Tony Gilroy. 
Lançado em 2007, é estrelado por George Clooney, Tom Wilkinson e Tilda Swinton, que levou o Oscar de melhor atriz coadjuvante por esse trabalho.

## Recepção da crítica
Michael Clayton tem ampla aclamação por parte da crítica especializada. Com tomatometer de 90% em base de 197 críticas, o Rotten Tomatoes publicou um consenso: “Michael Clayton é um dos filmes com script mais acentuados de 2007, com uma premissa cativante e atuação irrepreensível. O diretor Tony Gilroy consegue não apenas capturar a atenção do público, mas segurando-o até que os créditos rolem”. Tem 69% de aprovação por parte da audiência, usada para calcular a recepção do público a partir de votos dos usuários do site.

## Principais prêmios e indicações
Oscar 2008
- Venceu
  - Melhor atriz coadjuvante (Tilda Swinton)[4]
- Indicado
  - Melhor filme[4]
  - Melhor ator (George Clooney)[4]
  - Melhor ator coadjuvante (Tom Wilkinson)[4]
  - Melhor diretor[4]
  - Melhor roteiro original[4]
  - Melhor trilha sonora[4]

Globo de Ouro
- Indicado
  - Melhor filme - drama[5]
  - Melhor ator - drama (George Clooney)[5]
  - Melhor ator coadjuvante/secundário (Tom Wilkinson)[5]
  - Melhor atriz coadjuvante/secundária (Tilda Swinton)[5]

Bafta
- Melhor atriz coadjuvante[carece de fontes?]

Festival de Veneza
- Indicado ao Leão de Ouro[carece de fontes?]